# Devětsil
Devětsil foi um grupo vanguardista de arte República Checa, principalmente centrado na poesia, criado na cidade de Praga en 1920, com manifesto assinado por Karel Teige e Jaroslav Seifert (Nobel de Literatura de 1984), também tendo florescido desde 1923 em Brno, onde agregou nomes como o do poeta anteriormente expressionista Konstantin Biebl, quando o grupo passa a apregoar a inexistência de uma poética. Inicialmente liderado por Teige e inspirado nos diversos grupos europeus de vanguarda, termina por ser liderado por Vítězslav Nezval, principal nome do Surrealismo checo ao lado de Biebl.
Ideologicamente, o grupo alinhou elementos de convicções comunistas, embora membros fossem críticos ao stalinismo, como inicialmente foi Seifert, um membro do Partido Comunista, e também do burocratismo, como Nezval, admirador de Franz Kafka. Também elaborou, a partir de 1923, os elementos ideológicos do chamado Movimento poetista.
Com a liderança de Nezval, por discordar desta, poetas como Jiří Wolker abandonaram o grupo.
Em 1927 o movimento terminou suas atividades em Brno e em 1930 ocorreu o mesmo em Praga.
Tendo produzido significativamente também na ilustração e na poesia tipográfica e visual, outros membros do grupo, como Seifert, se tornaram notáveis posteriormente, tais como a tradutora e jornalista Milena Jesenská e o fotógrafo abstrato Jaroslav Rössler. 